# McLaren F1 GTR
La McLaren F1 GTR è un'auto da competizione costruita dalla casa automobilistica britannica McLaren dal 1995 al 1997, progettata per partecipare nel gruppo GT1 alla 24 Ore di Le Mans.
Considerata una delle auto da competizione più vincente dell'automobilismo sportivo, è la variante da corsa della sportiva stradale McLaren F1, prodotta per gareggiare nel BPR Global GT Series, il FIA GT Championship, JGTC e il British GT Championship. Alimentata dal motore BMW S70/2 V12 aspirato, è nota soprattutto per la vittoria alla 24 Ore di Le Mans del 1995, dove vinse contro vetture sport-prototipi più veloci e competitive appositamente costruite per questo scopo, in condizioni di bagnato estremo; ottenendo anche il terzo, quarto e quinto posto. La F1 GTR ha corso a livello internazionale fino al 2005.

## Storia
Sebbene, non fosse stata concepita come un'automobile da competizione, su richiesta dei clienti sportivi della Casa fu approntata durante il 1994 in soli tre mesi una versione da competizione della F1. Denominata McLaren F1 GTR, prese parte al campionato BPR Global GT Series che nel 1997 passò sotto il controllo della FIA diventando il Campionato mondiale Gran Turismo: la vettura utilizzava il motore S70/3 da 600 CV, la cui potenza era limitata da flange poste sui condotti di aspirazione previste dal regolamento per bilanciare le prestazioni di vetture diverse, l'impianto frenante era più evoluto e disponeva di dischi in carboceramica.

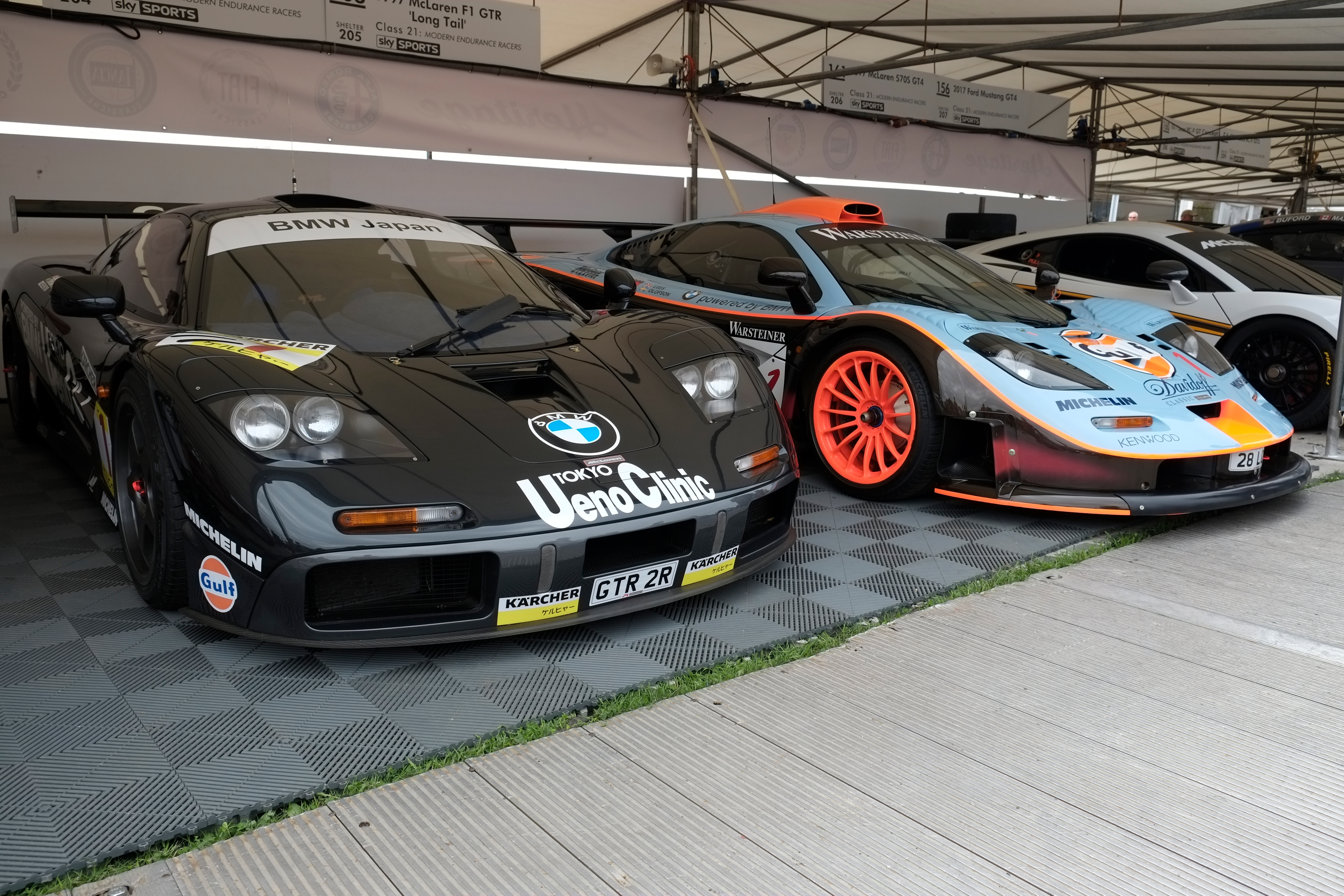
Raffronto a sinistra una GTR normale (la vincitrice assoluta della 24 ore di Le Mans) e a destra una Long Tail

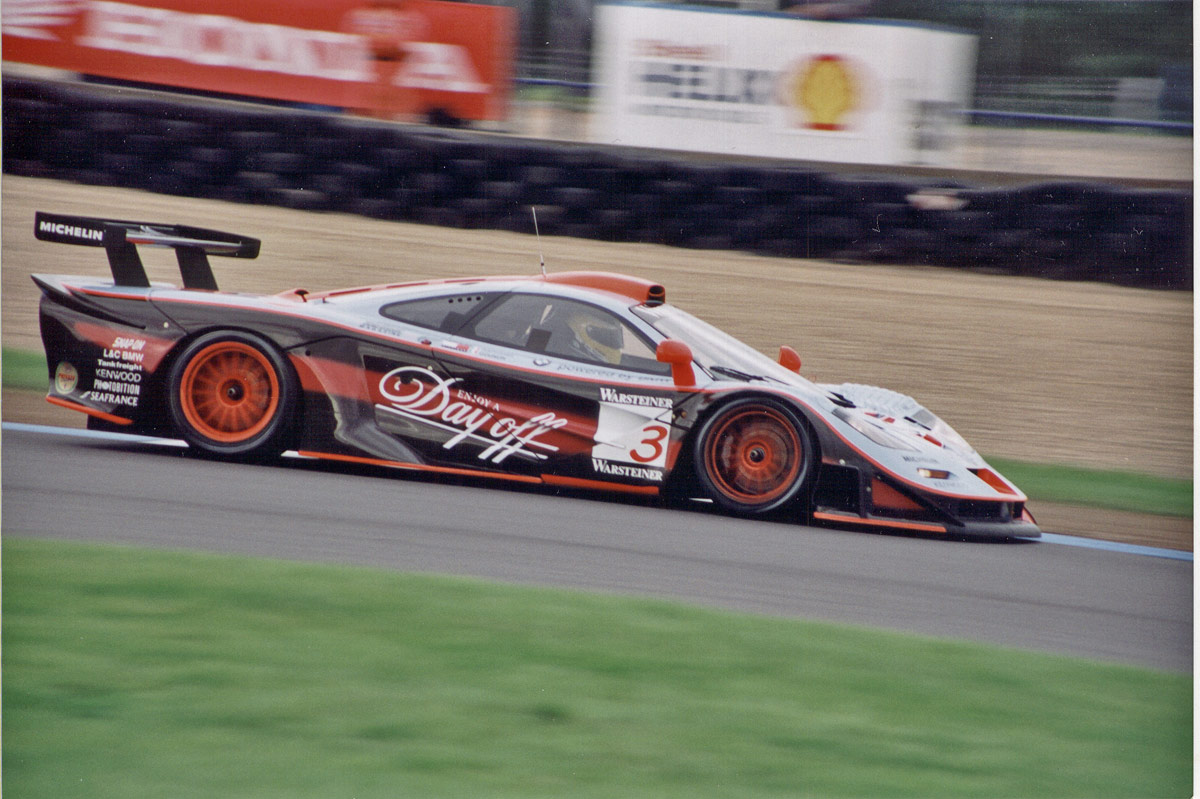
Una McLaren F1 GTR longtail

Ne vennero prodotte un totale di 28 nell'arco di tre anni:
- 9 esemplari nel 1995: la potenza era di 600 CV a 7.500 giri/min, una potenza minore dei modelli successivi a causa delle restrizioni all'aspirazione imposte dal regolamento del campionato BPR Global GT Series, il corpo vettura spogliato degli equipaggiamenti interni e grazie ai nuovi dischi freno, pesava 100 kg in meno del modello stradale;
- 9 esemplari nel 1996: modificata in base ai nuovi regolamenti del campionato BPR Global GT Series era dotata di aggiornamenti aerodinamici come lo spoiler anteriore ed era più leggera della precedente, con un peso di 1.012 kg;

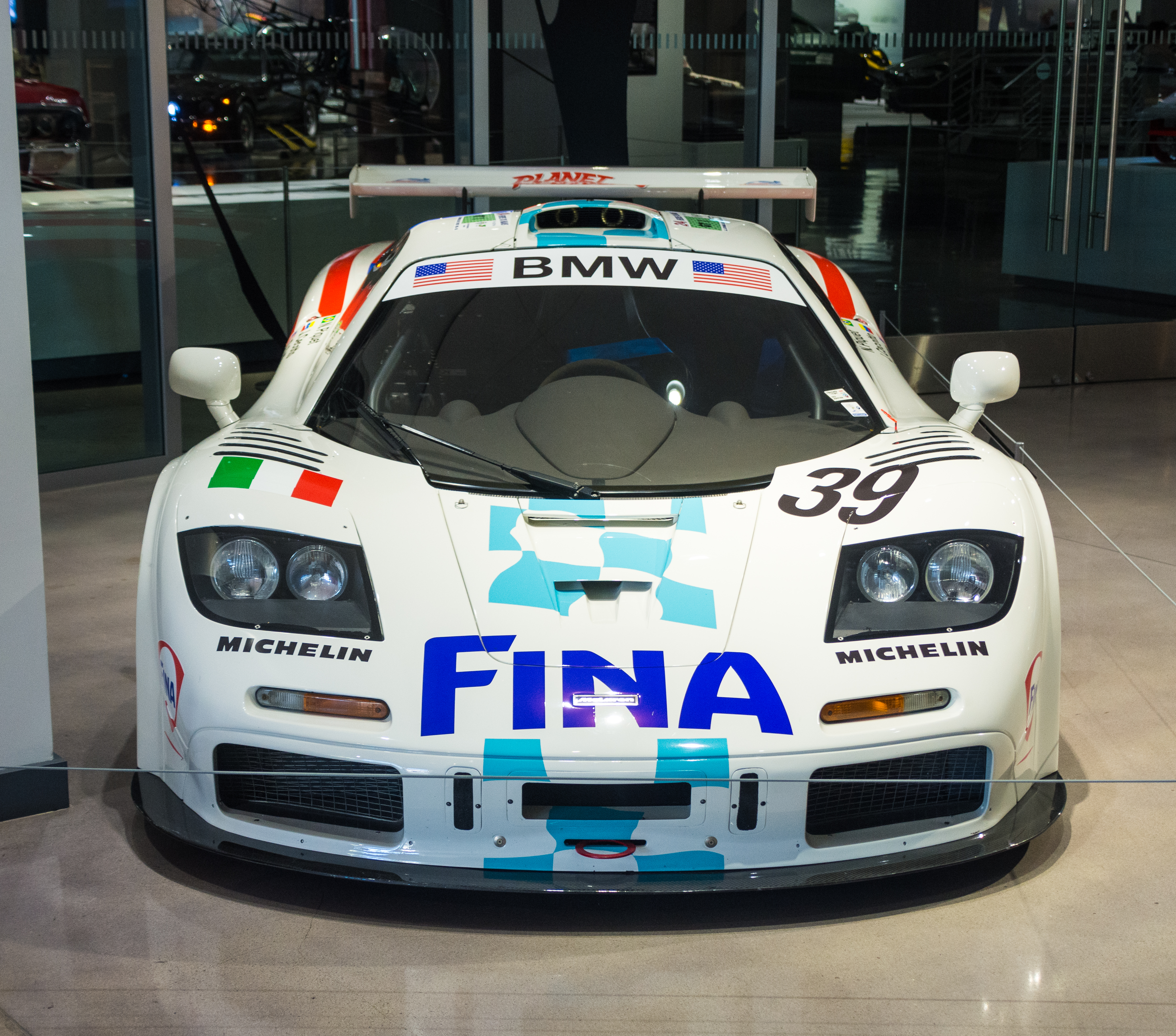
Dettaglio di una F1 GTR del 1996, che aveva in più uno splitter anteriore nero

- 10 esemplari nel 1997: questi vennero denominati longtail (a coda lunga, poiché era oltre mezzo metro più lunga della precedente), la versione da competizione più estrema, venne ulteriormente alleggerita arrivando alla soglia dei 915 kg, era spinta dal V12 BMW con cilindrata ridotta a 5.990 cm³, questo per motivi legati al regolamento tecnico, in quanto rientrando nella classe fino a 6 litri e poteva utilizzare delle flangiature più generose, adottava un cambio sequenziale sempre a 6 marce. La vettura presentava una carrozzeria bombata a ridosso delle ruote, in tal modo le carreggiate vennero allargate e l'altezza diminuì. Nuova era anche la presa d'aria dinamica del motore di forma ogivale, anche la veste aerodinamica era più evoluta: un grande spoiler anteriore, uno spoiler in coda e un diverso alettone posteriore, grazie a queste modifiche il carico aerodinamico raggiungeva un valore di 995 kg ad una velocità di 320 km/h.[6]

L’esemplare con telaio numero 10R, del 1996, è posseduto da Nick Mason, questa è stata l'auto di prova della McLaren per la stagione 1996, che ha portato miglioramenti graditi in pista come uno splitter più grande e un cambio molto più resistente con alloggiamento in magnesio. Con tali modifiche, a Le Mans, le GTR del '96 erano più veloci in rettilineo sia delle originali che delle Long Tail del 1997, ma il cambio ha ridotto la velocità massima a 290 km/h per migliorare l'accelerazione; il motore è un 12 cilindri BMW, che eroga la potenza massima di 620 cavalli. Ad agevolarla concorre il peso, pari a 940 kg. Convertito all’uso stradale dallo stesso produttore, questo gioiello meccanico ha un valore di mercato particolarmente alto. La livrea è quella da corsa, perché la sua indole non ha cambiato natura. Nel marzo 2017, durante una gara sul circuito di Goodwood nel Sussex, nel giro di prova, Nick Mason a un certo punto ha perso il controllo dell’auto uscendo di pista e andando a sbattere contro le barriere di protezione del circuito danneggiando l'auto.

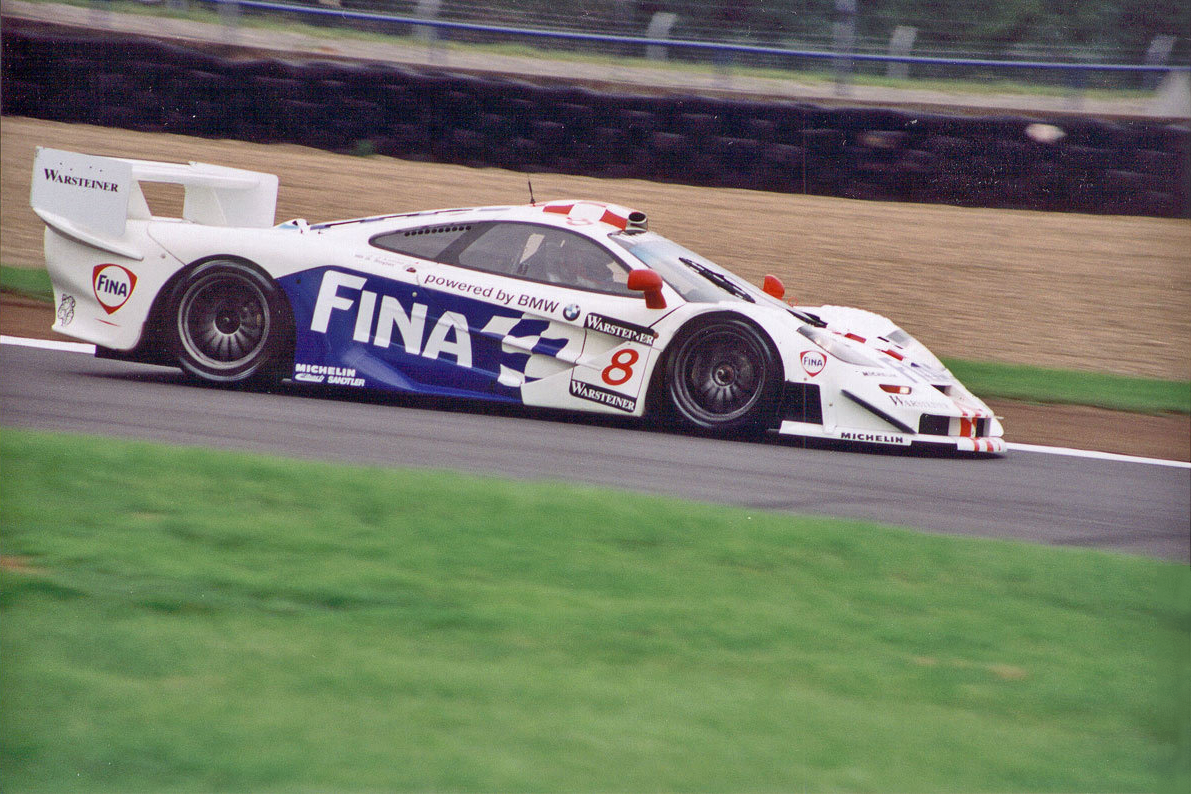
La McLaren F1 GTR Longtail schierata dalla squadra BMW Motorsport nel 1997

## Risultati sportivi
Nel 1995 la F1 GTR debuttò alla 24 Ore di Le Mans vincendo subito, e portando all'arrivo cinque vetture, al 1º, 3º, 4º, 5º e 13º posto, battendo anche le vetture della classe superiore (le sport prototipo). Nessun costruttore aveva mai debuttato in maniera così trionfale a Le Mans. Vince inoltre il campionato BPR Global GT Series, primeggiando in 10 gare su 12 contro vetture quali Ferrari F40 LM e Porsche 911 GT2.

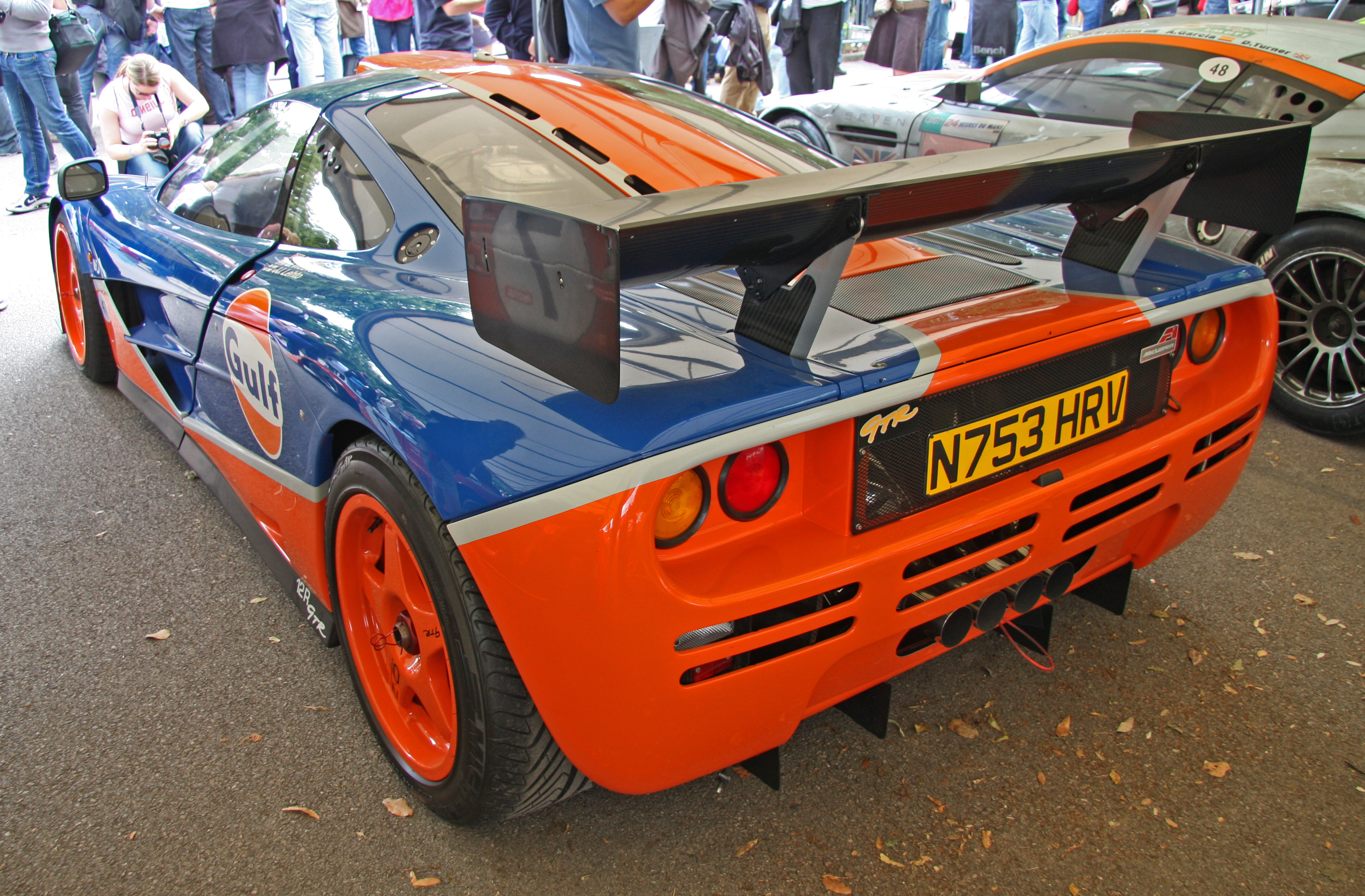
Posteriore di una F1 GTR

Nel 1996 giunse, sempre a Le Mans, nella categoria GT1, alle spalle delle nuovissime Porsche 911 GT1, conquistando il terzo posto in categoria GT1 (4º assoluto); si riconfermò invece nella serie BPR vincendo il campionato con 7 vittorie su 11 gare. Nello stesso anno venne iscritta al campionato GT giapponese con i colori del team Lark. Pilotata da Naoki Hattori, Ralf Schumacher, David Brabham e John Nielsen, la vettura ottenne il titolo costruttori e quello piloti con Brahbam e Nielsen (a tutt'oggi la McLaren è l'unica casa costruttrice non giapponese ad aver vinto il titolo assoluto in questo campionato).

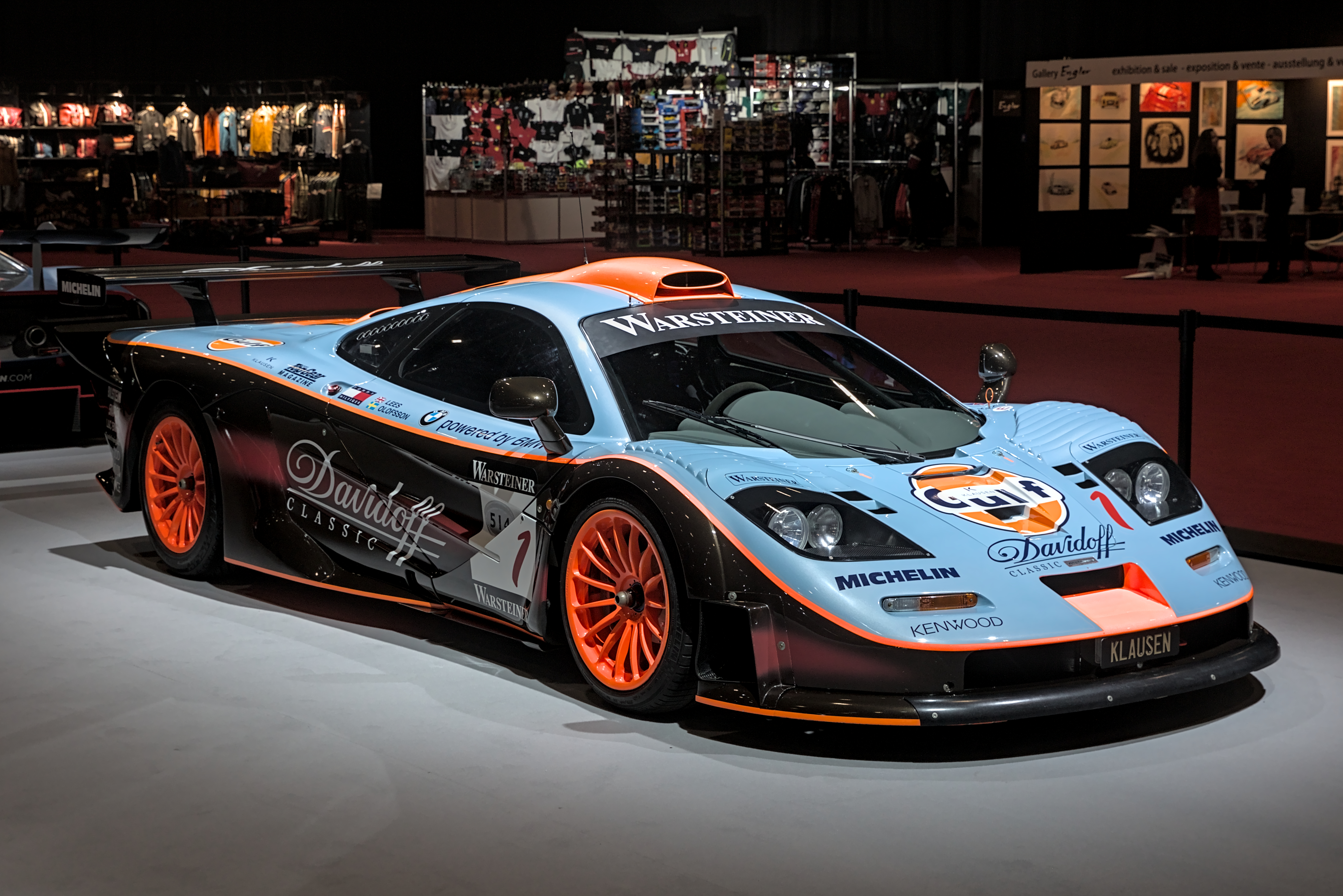
F1 GTR Longtail

Nel 1997 alla 24 Ore di Le Mans, arrivò al 2º e 3º posto assoluto (1° e 2° in classe GT1), a solo un giro di distacco, battuta solo dal prototipo TWR-Porsche WSC 95, concettualmente più veloce. Nello stesso anno si disputò la prima edizione del Campionato FIA GT, la BMW Motorsport schierò una propria squadra ufficiale ed ottenne 5 successi su 11 gare, arrivando seconda in classifica dietro la Mercedes-Benz che vinse il titolo per mezzo della CLK GTR, vettura realizzata per le competizioni, solo successivamente targata e la cui omologazione arrivò solo a stagione finita.
Nel 1998, a Le Mans concluse al 4º posto assoluto, gareggiando contro vetture di nuova concezione e più evolute. Trionfò comunque nel 1998 e 1999 nel GT britannico.
Tra il 2000 e il 2002, il team Hitotsuyama Racing iscrisse una propria McLaren F1 GTR al Super GT, ma rispetto a quella portata in gara dal team Lark diversi anni prima quest'ultima ottenne risultati ben più modesti.

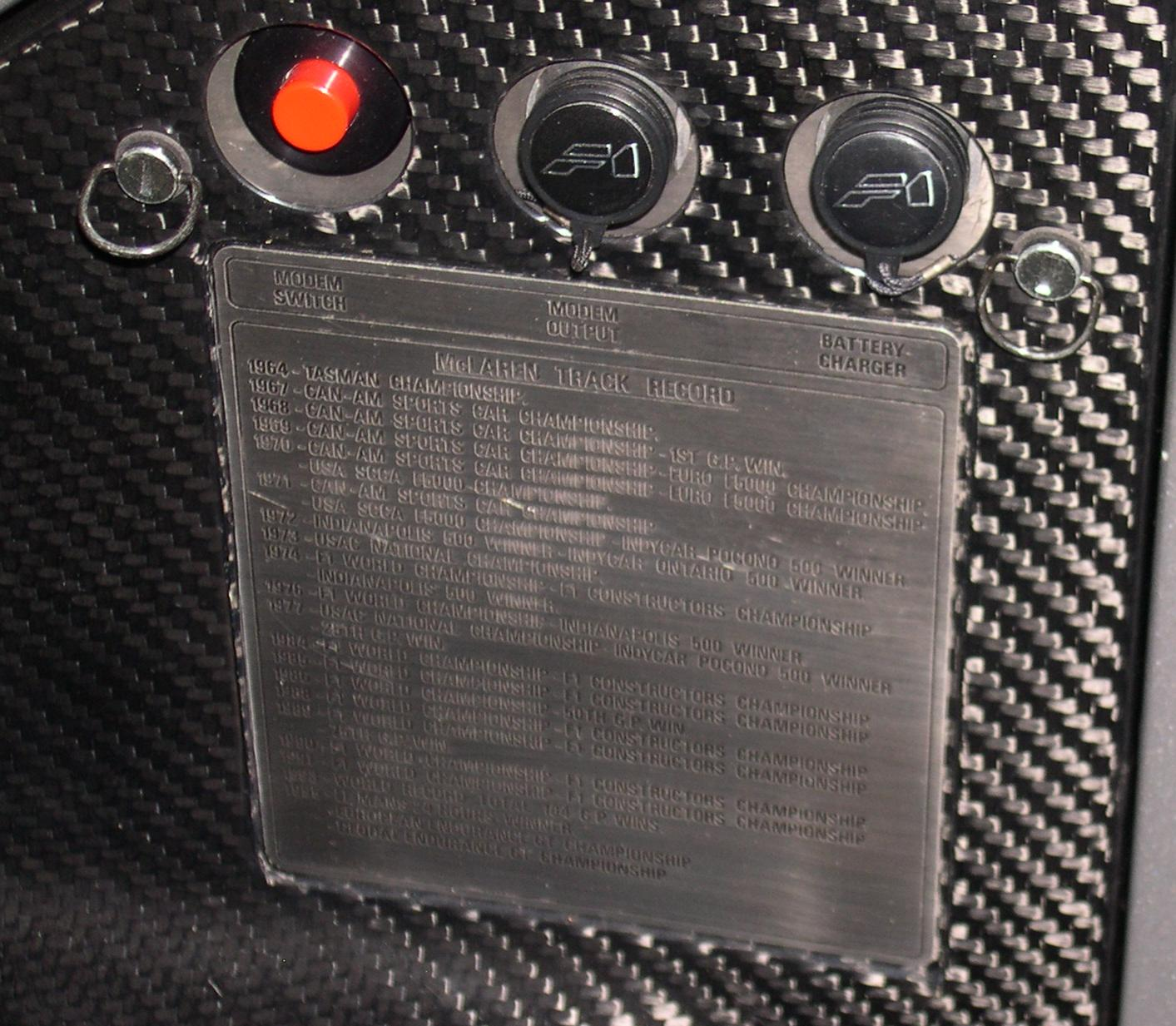
Placca del 1996 con i successi in gara

La vettura con il telaio numero 11 è quella dalla storia più particolare, inizialmente costruita per gareggiare nel campionato BPR, venne utilizzata nella stagione 1996 dal team Giroix, dopo alcuni piazzamenti nelle prime gare, alla 24 Ore di Le Mans la vettura si ritirò per problemi al motore, dopo di che la squadra la cedette al team Lambre Competition, il quale non la fece gareggiare. In quel periodo il team Mercedes-AMG che gareggiava nel campionato ITC, consapevole che la serie sarebbe stata soppressa dalla FIA a fine anno 1996, decise di impegnarsi a partire dal 1997 nel neonato Campionato FIA Gran Turismo. Tuttavia la Mercedes-Benz non disponeva di una vettura  Gran Turismo già pronta, avendo pochi mesi di tempo, per non progettare da zero una nuova macchina, decise di acquistare senza dare nell'occhio la McLaren F1 #11 dalla Lambre Competition e di utilizzarla come muletto per sviluppare una nuova Gran Turismo. Su questa vettura il motore V12 BMW venne rimosso, sostituito dal 6 litri V12 Mercedes-Benz, venne montata una nuova veste aerodinamica all'anteriore e al posteriore per testare nuovi componenti tecnici per la futura Mercedes-Benz CLK GTR. Durante un test sul circuito di Jarama, la macchina guidata dal pilota Bernd Schneider, fece segnare dei tempi più veloci rispetto all'anno precedente, tuttavia il pilota fece un fuori pista danneggiando il prototipo. Il fatto richiamò l'attenzione di giornalisti e fotografi,  per non creare problemi all'immagine della Mercedes-Benz e discussioni con la McLaren, la vettura fu rimossa e ripristinata nella sua configurazione originale, compreso il motore V12 BMW e la livrea del team Giroix. Successivamente nel 2001 è stata acquistata da un collezionista svedese e secondo le sue volontà convertita in configurazione stradale con livrea giallo papaia direttamente presso lo stabilimento della McLaren. Nel 2007 è stata acquistata da un collezionista italiano e attualmente è custodita a Bergamo.

## Palmarès
- 24 Ore di Le Mans 1995
  - Yannick Dalmas, Masanori Sekiya, JJ Lehto[8][9][10]